# Esfera de Dyson

Uma esfera de Dyson hipotética com 1 UA.

Esfera de Dyson é uma megaestrutura hipotética originalmente descrita por Freeman Dyson, a qual orbitaria uma estrela de modo a rodeá-la completamente, capturando toda ou maior parte de sua energia emitida. Dyson especulou que tal estrutura seria a consequência lógica da sobrevivência e da escalar necessidade de energia de uma civilização avançada tecnologicamente, e propôs que a busca de evidências de tal estrutura poderia levar à detecção de vida extraterrestre com inteligência avançada.
A maioria das descrições ficcionais são de uma casca sólida de matéria encobrindo a estrela, que é considerada a variante menos plausível da ideia. Desde que o conceito desta megaestrutura foi inicialmente idealizado, a engenharia espacial tem apresentado diferentes propostas para a construção de uma estrutura artificial, ou de uma série de estruturas, com intuito de rodear uma estrela para capturar sua energia, porém as dificuldades técnicas para a execução deste projeto relegaram a Esfera de Dyson à arena da ficção científica. No ano de 2015, entretanto, após o telescópio espacial Kepler analisar a enorme oscilação da luminosidade da estrela KIC 8462852, da constelação de Cisne, astrônomos renomados passaram a considerar a hipótese de que uma megaestrutura similar à Esfera de Dyson pudesse estar causando o fenômeno.

## Problema de energia escura
As sociedades avançadas podem ser capazes de aproveitar a energia das estrelas, cercando-as de estruturas gigantes e hipotéticas esferas de Dyson. Uma futura escassez de energia cósmica causada pela expansão acelerada do universo, uma civilização super avançada poderia extrair estrelas ou sua energia de outras galáxias e trazê-las para seu planeta natal. Entretanto, 100 bilhões de anos a partir de agora, cada parte do universo será abandonada, como se estivesse em uma ilha cósmica, dos recursos do resto do universo inacessíveis. A expansão acabará impossibilitando o alcance de estrelas fora do território da civilização.  Nós não temos que temer alienígenas, mas o futuro ser humano também não será capaz de alcançar recursos de outras galáxias.